# Stephan Abarbanell
Stephan Abarbanell (geboren 1957 in Braunschweig) ist ein deutscher Rundfunkmanager und Schriftsteller.

## Leben
Stephan Abarbanell wuchs in Hamburg auf. Er studierte Evangelische Theologie sowie Allgemeine Rhetorik in Hamburg, Tübingen und Berkeley. Ab 1982 absolvierte er ein Vikariat in Hamburg und war anschließend als Abteilungsleiter im Gemeinschaftswerk der Evangelischen Publizistik in Frankfurt am Main beschäftigt. 1997 wechselte er zum Ostdeutschen Rundfunk Brandenburg (ORB) und wurde 1998 Leiter der Zentralen Programmkoordination/Sendeleitung sowie ab 2001 stellvertretender Fernsehdirektor. Nach der Fusion des ORB zum Rundfunk Berlin-Brandenburg (rbb) 2003 übernahm er die Programmkoordination und Sendeleitung und wurde 2009 Programmbereichsleiter. Ab 2013 war Abarbanell im rbb für die Programmteile Kultur, Wissenschaft und Religion verantwortlich. 2021 ging er in den Ruhestand.
Abarbanell ist Mitglied der Deutschen Akademie der Darstellenden Künste. Sein Romandebüt „Morgenland“ erschien 2015 im Blessing Verlag.
Er lebt mit seiner Frau, der Übersetzerin Bettina Abarbanell, in Potsdam-Babelsberg.

## Werke
- Fernsehen verstehen. Frankfurt am Main: Haag und Herchen, 1993
- Tilmann P. Gangloff, Stephan Abarbanell (Hrsg.): Liebe, Tod und Lottozahlen. Fernsehen in Deutschland: Wer macht es, was bringt es, wie wirkt es? Hamburg: Steinkopf, 1994
- Morgenland. Roman. München: Blessing, 2015
- Das Licht jener Tage. Roman. München: Blessing, 2019
- 10 Uhr 50, Grunewald. Roman. München: Blessing, 2022[2] (Walther Rathenau)
- Paula oder Die sieben Farben der Einsamkeit: Roman. München: Blessing, 2024